# Кастрюля (вулкан)
Кастрюля — потухший вулкан на полуострове Камчатка, Россия.
Данный вулкан относится к Калгаучскому вулканическому району Срединного вулканического пояса. Вулкан находится в 7 км к северу от озера Двухюрточного, расположен в истоках реки Правая Развилка, являющейся притоком реки Двухюрточной. Форма вулкана представляет собой пологий правильный щит, завершенный конусом. Объем изверженного материала 3 км³. Абсолютная высота — 1164 м, относительная же высота составляют около 300 м.
Деятельность вулкана относится к современному (голоценовому) периоду.